# Crómlech de Calçoene
El crómlech de Calçoene o el Stonehenge amazónico es un monumento megalítico situado a 20 km al oeste del municipio costero de Calçoene, en el estado brasileño de Amapá que podría ser del siglo uno de la era común. Fue descubierta en 2006 cuando arqueólogos que excavaban en las orillas del río Rego Grande en el norte de Brasil encontraron una extraña agrupación de 127 piedras de aprox. 3 metros de altura acomodadas de forma circular y con la particularidad de tener una sombra que desaparece en el solsticio de invierno, lo cual sugiere que pudo ser un observatorio. De conducir a más encuentros de este tipo, su existencia podría retar la hipótesis de la relación unívoca entre agricultura y civilización, dando así cuenta de una civilización temprana en el Amazonas.

## Composición
Consta de 127 bloques de granito, cada uno con una altura aproximada de 3 m. Se trata del único crómlech (círculo de piedras) identificado hasta la fecha en América, si bien no es un cromlech en sentido estricto, ya que dicho nombre se aplica a círculos de piedras prehistóricos y el de Calçoene es relativamente temprano (entre los 500 – 2.000 años de antigüedad, según la datación radiométrica de C14 en muestras de cerámica halladas en sus proximidades).
Ha sido estudiado por el IPHAL (Instituto do Patrimônio Histórico e Artístico Nacional), organismo dependiente del Ministerio de Cultura de Brasil, así como por el IEPA (Instituto de Pesquisas Científicas e Tecnológicas do Estado do Amapá).